# Corteo storico (Palio di Siena)
la sfilata prosegue fra tamburi che ribattono
a gloria di contrade....
...e lo stupore che invade la conchiglia del Campo...»
(Eugenio Montale, Palio, 1939)
Il corteo storico (o passeggiata storica) è la sfilata in costume che precede la corsa del Palio di Siena.

## Il Corteo
Il corteo storico, fin dalle origini delle feste senesi, precede la corsa del Palio sotto forma di solenne coreografia civica, storica e trionfale.
Nella sua forma odierna è una raffigurazione commemorativa delle istituzioni, dei costumi e della grandezza dell'antica Repubblica Senese, con speciale riguardo per le Contrade, che ne formano la parte principale con i loro gruppi di monturati detti comparse.
Il corteo storico che oggi sfila in Piazza del Campo comprende 14 gruppi per un totale di quasi settecento figuranti.
Nel primo pomeriggio del giorno del Palio le comparse delle Contrade e parte dei monturati del Comune si radunano nel cortile del Palazzo del Governo e, agli ordini del Maestro di Campo, si allineano in piazza del Duomo a fianco della Cattedrale sfilando poi tra due fitte ali di folla per via del Capitano, piazza Postierla, via San Pietro, via del Casato di Sopra e via del Casato di Sotto ove raggiungono altri figuranti del Comune.

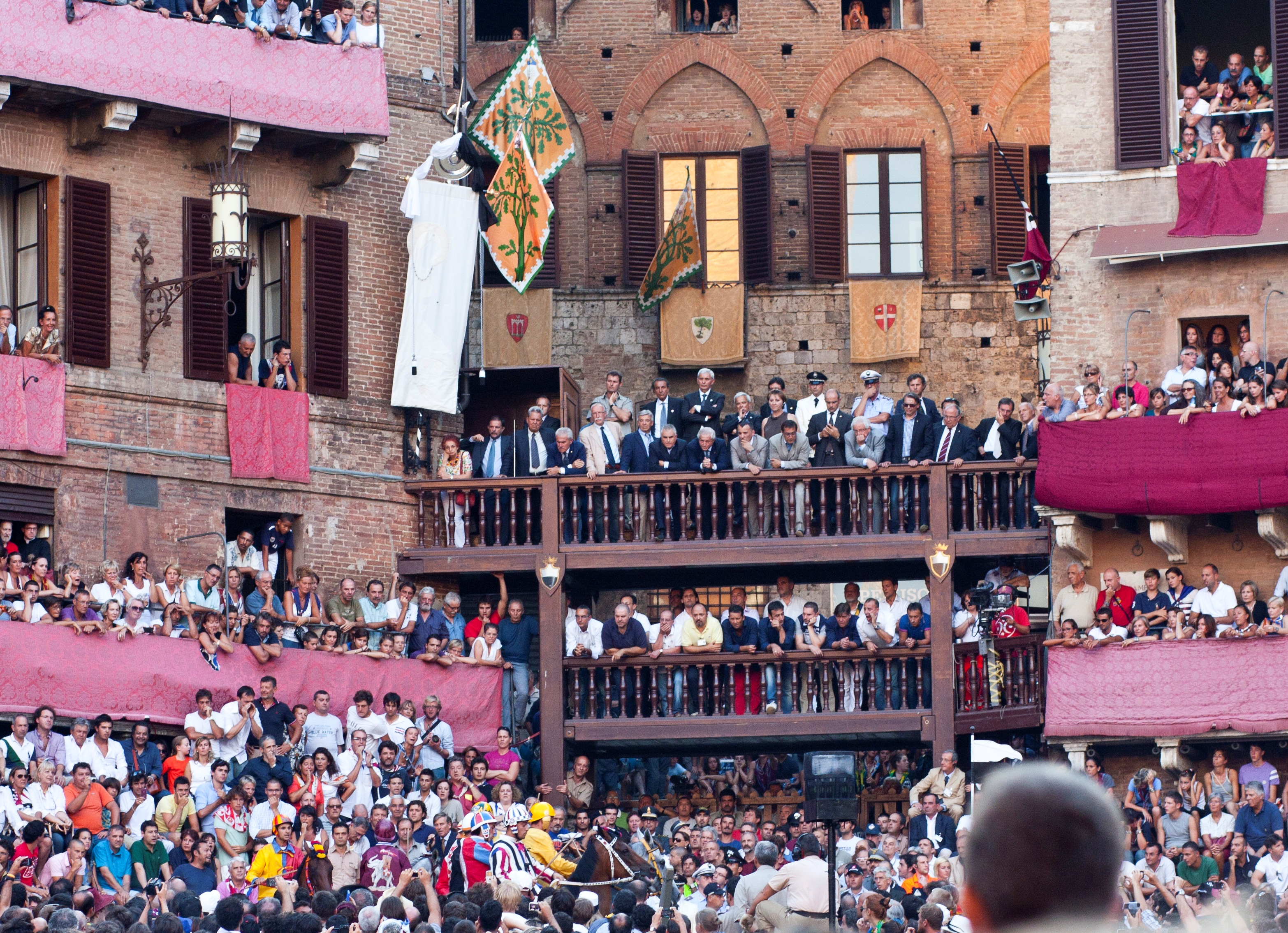
Il Palco dei Giudici, a fianco del quale è issato il drappellone

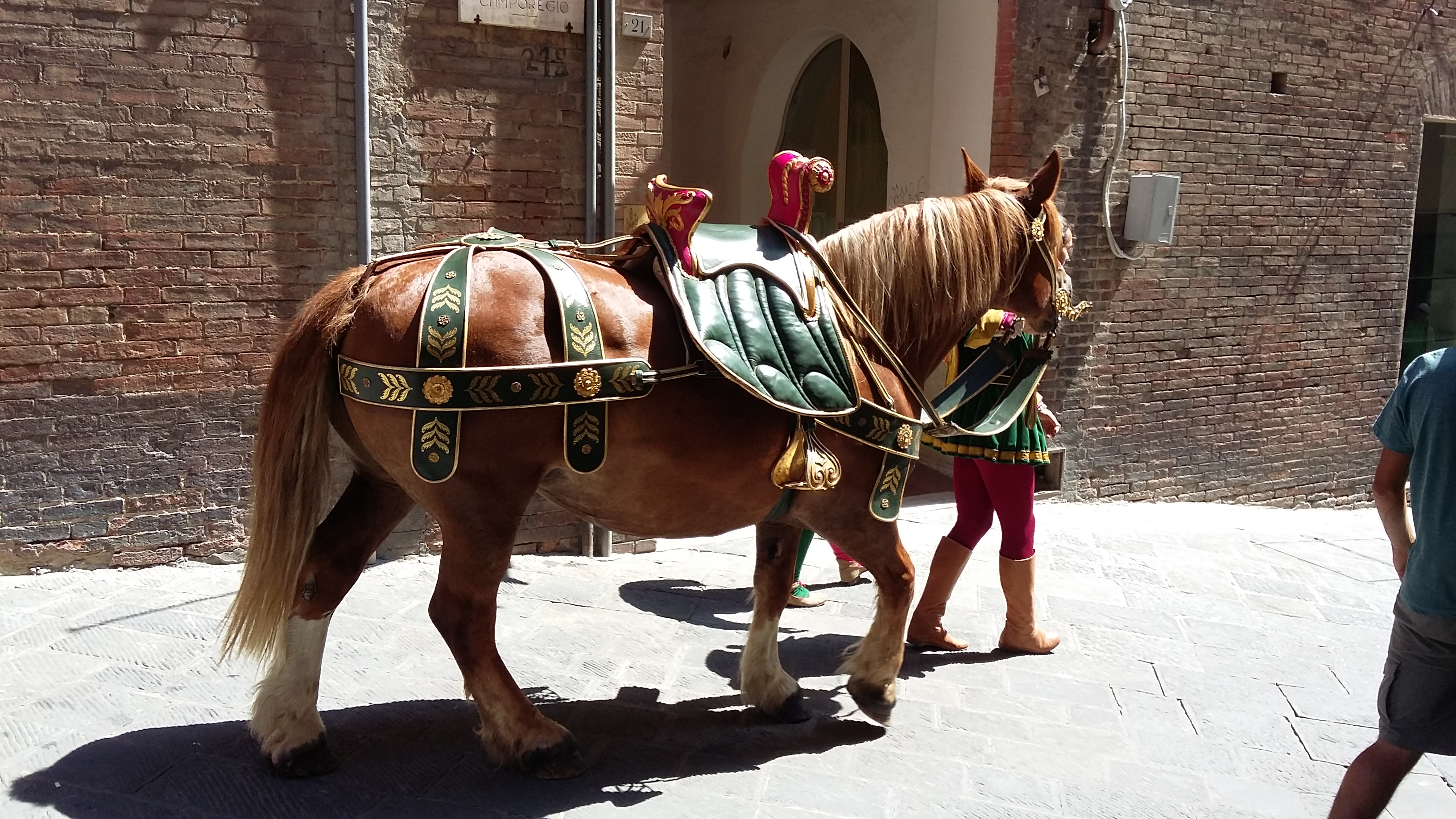
Soprallasso (cavallo da parata) della Contrada del Drago durante il corteo storico del Palio del 02 luglio 2016

Il corteo storico entra in Piazza del Campo al primo rintocco del "Sunto", il campanone sulla Torre del Mangia.
Diciassette coppie di alfieri - portainsegne giocatori di bandiera - sostando in punti stabiliti della Piazza e seguendo il rullo dei tamburi eseguono le "sbandierate" che culminano nella spettacolare "alzata" finale.
Tra una sosta e l'altra le comparse sfilano al rullo del "passo della Diana"; i musici di Palazzo suonano la marcia del Palio del maestro Pietro Formichi (1829-1913) e i trombetti del Comune eseguono gli squilli della festa sulle chiarine d'argento.
Il punto centrale del Corteo è il passaggio del carroccio, moderna controparte del carro trionfale della Repubblica sul quale è il Palio, drappellone di seta dipinta, premio della carriera.
Terminato il giro della Piazza, i figuranti prendono posto sul palco delle comparse; il Palio è issato sul palco dei giudici e i diciassette alfieri eseguono al rullo del proprio tamburo, la sbandierata della Vittoria (così chiamata perché introdotta alla conclusione della prima guerra mondiale).

## Composizione
- Aprono la sfilata 6 mazzieri.
- Segue a cavallo il vessillifero recante la "Balzana", insegna di Siena scortata da 4 comandatori.
- Avanzano poi i musici di Palazzo, preceduti dai tamburi e dalle chiarine d'argento che scandiscono il ritmo del Corteo.
- A questi fanno seguito le insegne di città, potesterie, terre e castelli dell'antico Stato Senese che precedono i vessilliferi e le rispettive scorte del Comune di Massa Marittima e del Comune di Montalcino per storico privilegio.
- Sfila quindi il Capitano del Popolo a cavallo con palafreniere, preceduto dal vessillifero, da 3 paggi recanti daga, elmo e spada, seguito dai 3 gonfalonieri dei Terzi a cavallo e da 3 centurioni delle Masse dei Terzi, anch'essi a cavallo, tutti accompagnati dai palafrenieri.
- Nel gruppo successivo è rappresentato lo Studio Senese di cui fanno parte: 2 tamburini, un vessillifero, un Rettore, 4 docenti e 4 studenti.
- Vengono poi il vessillifero e i 3 Magistrati della Mercanzia, preceduti da 2 tamburini cui seguono 6 rappresentanti di ciascuna Contrada (detti "popolo" o "popolino") e dal vessillifero che inalbera l'insegna della corporazione artigiana che anticamente aveva sede nel territorio della Contrada in questione, e cioè:

Mercanti di Seta (Valdimontone), speziali (Pantera), Maestri di pietra (Tartuca), tessitori (Selva), Tintori (Oca), banchieri (Drago), vasai (Nicchio), orafi (Leocorno), notai (Aquila), setaioli (Bruco), calzolai (Civetta), battilana (Torre), pittori (Giraffa), falegnami (Onda), fornai (Lupa), cuoiai (Chiocciola), fabbri (Istrice).
- A questo punto avanza un paggio che reca il "Masgalano" (premio per la miglior "comparsa") con due paggi di scorta.
- Sfilano le dieci Contrade partecipanti alla corsa. Ciascuna comparsa è così composta: un tamburino, due alfieri, il "Duce" scortato da due uomini d'arme, il paggio maggiore porta-insegna della Contrada con ai lati due paggi recanti i vessilli delle compagnie militari. Sopra un grosso cavallo da parata (detto "soprallasso") condotto a mano da un palafreniere, è il fantino in tenuta di gala; segue il cavallo da corsa (cosiddetto barbero) condotto dal barbaresco. Le Contrade che partecipano al Palio entrano nell'ordine stabilito dal sorteggio.
- Una doppia fila di 6 paggetti recanti i simbolici festoni di alloro forma la divisione con le Contrade escluse da questo Palio.
- Le comparse delle 7 Contrade non partecipanti sono formate dai seguenti elementi: il tamburino, due alfieri, un duce scortato da 2 uomini d'arme, paggio Maggiore porta-insegna con 2 paggi recanti i vessilli delle antiche compagnie militari.
- Seguono quindi 6 cavalieri palafrenieri, rappresentanti le Contrade non più esistenti (Gallo, Leone, Orso, Quercia, Spadaforte, Vipera).
- Vengono quindi 20 balestrieri preceduti da un paggio porta-bandiera, dal capitano, da 2 tamburini e da 4 pavesari (cavalieri con lo scudo).
- Segue a questi il Capitano di Giustizia a cavallo con palafreniere scortato da 4 fanti armati di roncone.
- Il Corteo è chiuso dal Carroccio trainato da 4 buoi. Sul Carroccio prendono posto i 4 di Balìa, un inserviente porta-Palio, un valletto che suona una campanina, detta "martinella", e 6 trombetti.
- Il carroccio è scortato da 8 fanti armati di roncone ed è seguito da 6 cavalieri rappresentanti altrettante antiche famiglie nobili di Siena: Pannocchieschi d'Elci, Piccolomini, Salimbeni, Salvani, Tolomei, Ugurgieri.
- Il Corteo Storico termina con 6 paggi recanti un festone d'alloro.

## Galleria d'immagini

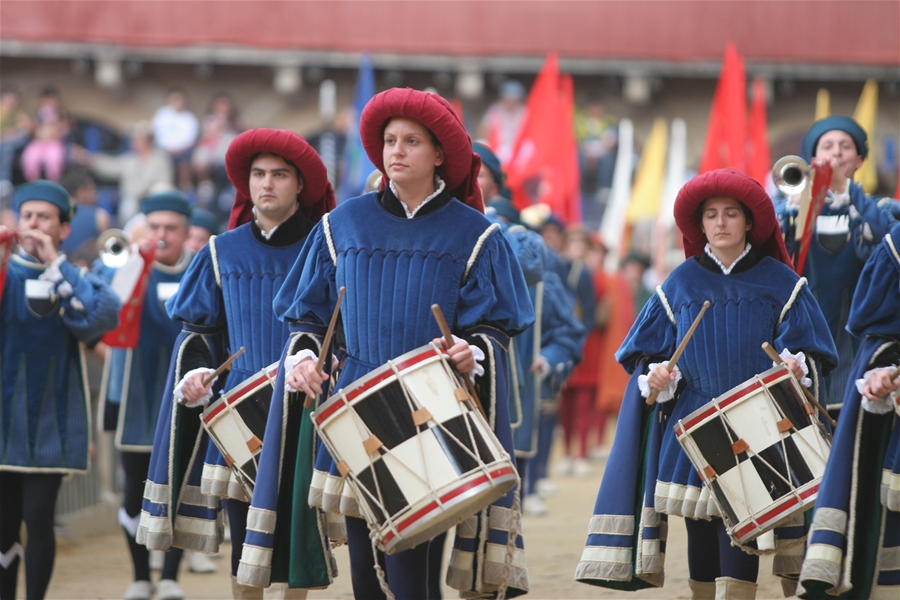
I tamburi nella prima parte della Passeggiata Storica
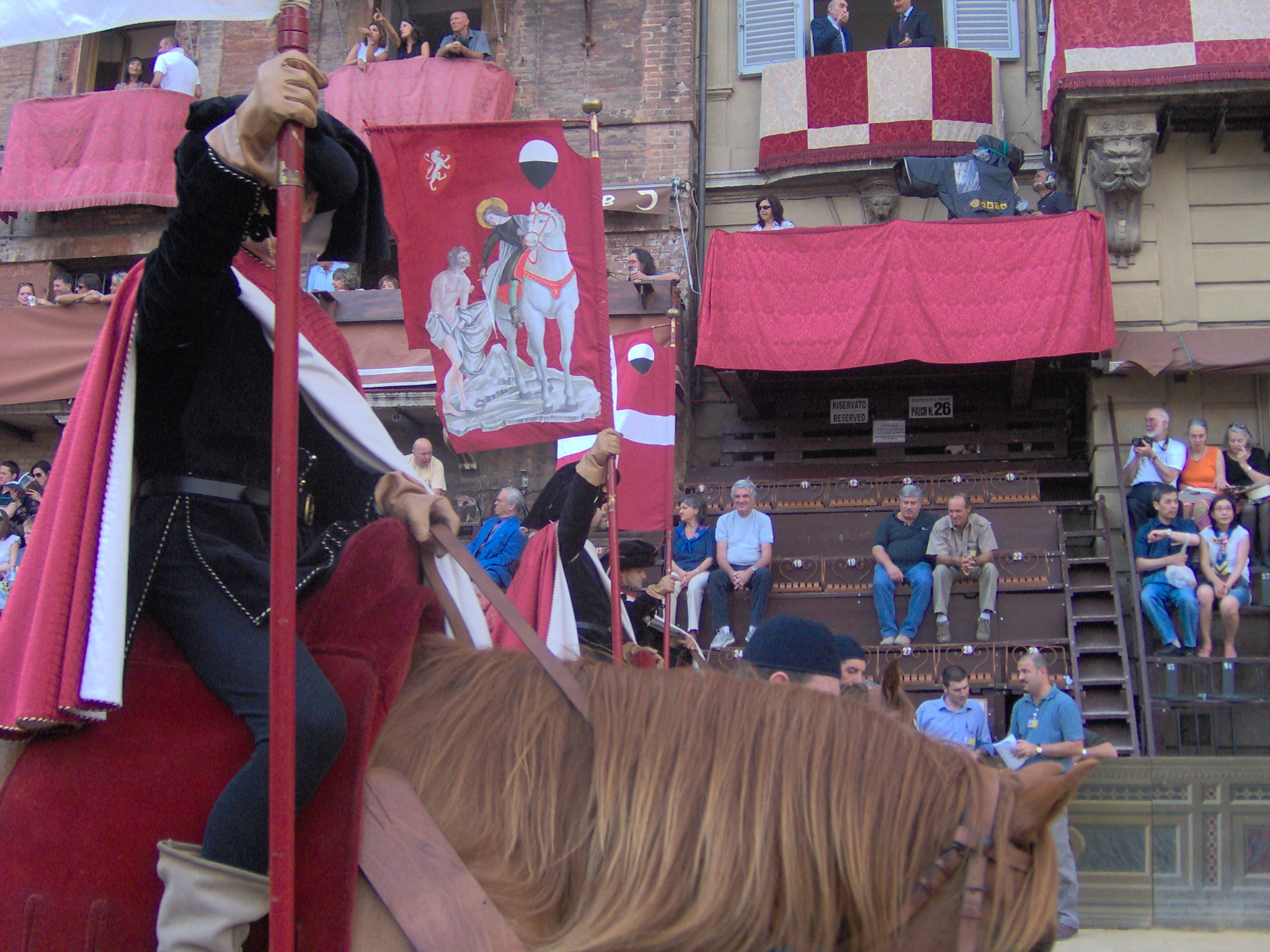
I gonfalonieri dei tre Terzi di Siena
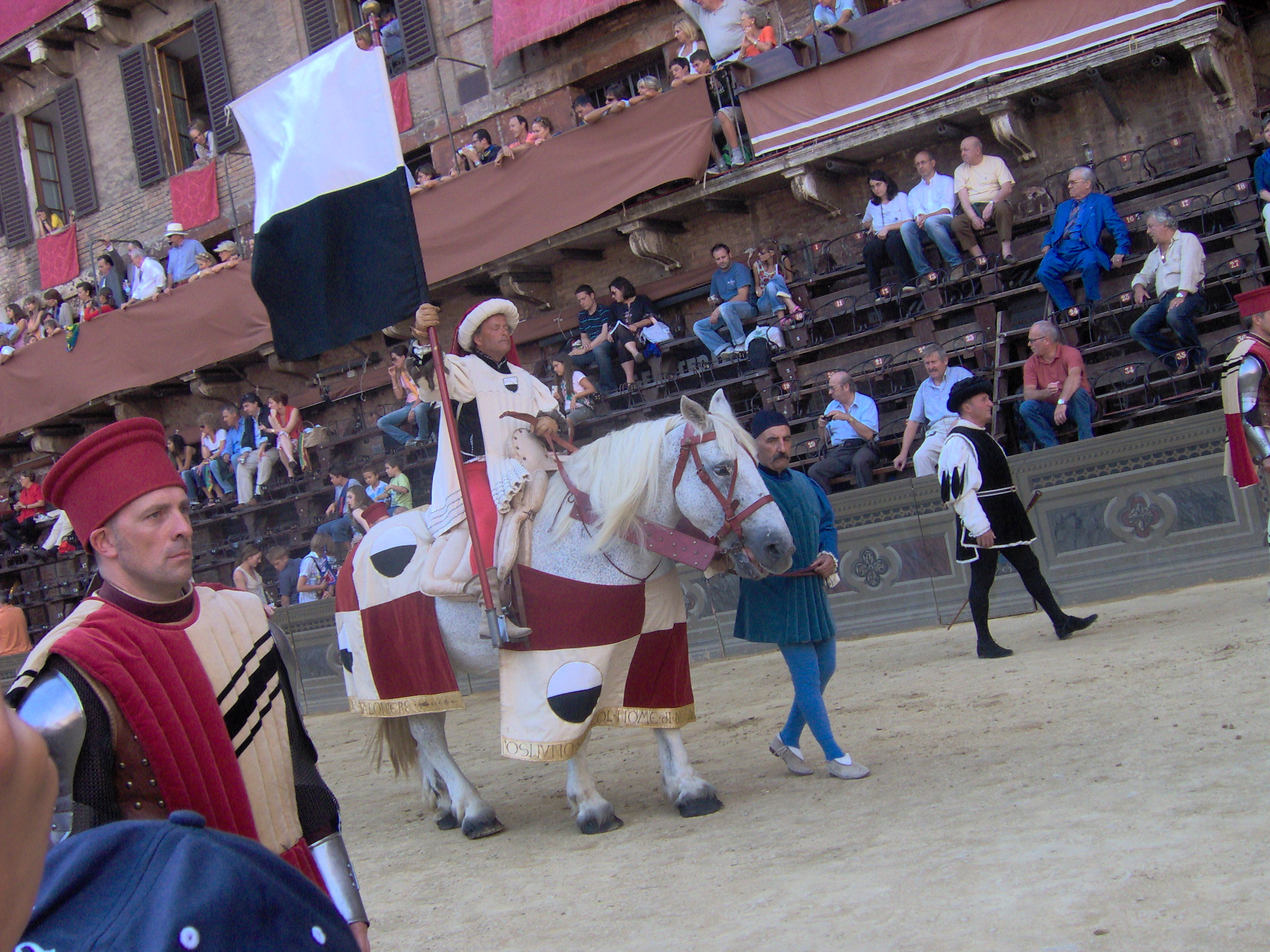
Il vessillifero del Comune
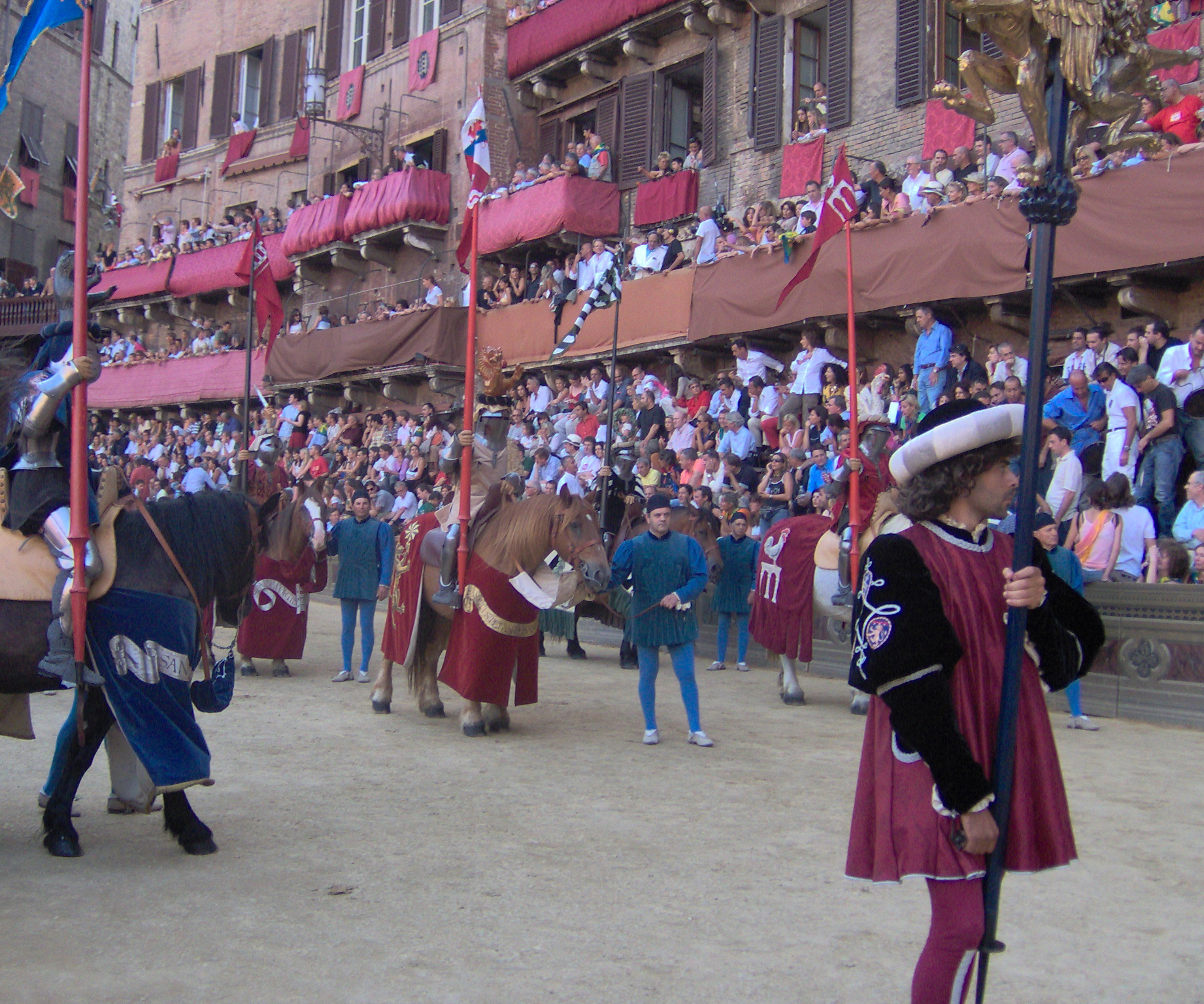
I rappresentanti delle Contrade soppresse con la celata abbassata